# Carolina Panthers
I Carolina Panthers sono una squadra di football americano della National Football League con sede a Charlotte, nella Carolina del Nord. Competono nella South Division della National Football Conference. 
I Panthers hanno giocato la prima stagione nel 1995 terminando con un record di 7 vittorie e 9 sconfitte, il miglior bilancio della storia per una squadra al debutto. L'anno successivo sono saliti a un record di 12-4. La loro stagione successiva con un record positivo è stata nel 2003, quando hanno raggiunto il Super Bowl XXXVIII, perso 32–29 contro i New England Patriots. Le successive apparizioni ai playoff sono state nel 2005, 2008, 2013, 2014 e 2015. In totale la squadra ha raggiunto sette volte i playoff, giocando quattro finali della NFC. Ha vinto inoltre quattro titoli di division, una nella NFC West e cinque nella NFC South. Nel 2015 si sono qualificati per il secondo Super Bowl della loro storia, dove sono stati battuti dai Denver Broncos.
Al 2024, secondo la rivista Forbes, il valore dei Panthers è di circa 4,5 miliardi di dollari, ventisettesimi tra le franchigie della NFL.

## Storia

### Origini (1987-1994)
Nel 1987, poco dopo che Charlotte aveva ricevuto una franchigia di espansione della National Basketball Association (gli Charlotte Hornets), l'ex giocatore dei Baltimore Colts Jerry Richardson incontrò un gruppo di potenziali sostenitori per discutere la possibilità di portare una franchigia di espansione della NFL nella regione della Carolina.
Nel 1992, la NFL pubblicò una lista di potenziali aree in cui avrebbe preso in considerazione la possibilità di creare una franchigia: Baltimora (Maryland), St. Louis (Missouri), Memphis (Tennessee), Jacksonville (Florida) e la Carolina del Nord e del Sud rappresentate da Charlotte. La decisione fu sospesa a causa di una disputa tra i giocatori e la lega, e se ne riparlò nel 1993. Nel giugno di quell'anno, la Richardson Sports annunciò che avrebbe finanziato la costruzione dello stadio attraverso la vendita degli abbonamenti a sedere permanenti e di box di lusso all'interno dello stadio. Sorprendentemente, i posti a sedere permanenti furono venduti tutti in un giorno.
Il 26 ottobre 1993, la lega annunciò che i proprietari avevano unanimemente votato per Carolina come ventinovesima franchigia della NFL, la prima nuova squadra dal 1976 (Jacksonville fu nominata trentesima franchigia un mese dopo). I tifosi di tutta l'area della regione festeggiarono con fuochi d'artificio. Durante la conferenza stampa dell'annuncio al pubblico, Richardson parlò direttamente nella videocamera per ringraziare le 40.000 persone che avevano acquistato in precedenza gli abbonamenti permanenti, consentendo così di costruire il nuovo stadio senza pesare sui contribuenti.

### L'era di Dom Capers (1995–98)
I Panthers assunsero Dom Capers, precedentemente coordinatore difensivo dei Pittsburgh Steelers, come primo capo-allenatore della loro storia. Nella loro stagione inaugurale, Capers guidò i Panthers a un bilancio di 7 vittorie e 9 sconfitte, stabilendo il record di vittorie per un nuovo team. I Panthers divennero anche il primo team esordiente a battere i campioni del Super Bowl in carica quando superarono i San Francisco 49ers 13-7.
Nel 1996 Capers guidò la squadra a un record di 12–4 e alla vittoria del titolo di division della NFC West. Nei playoff, dopo aver sconfitto i campioni in carica, i Dallas Cowboys, i Panthers avanzarono fino alla finale della NFC, dove persero 30-13 coi Green Bay Packers, che avrebbero poi trionfato nel Super Bowl.
Dopo i successi del 1996, Capers guidò i Panthers a due stagioni deludenti: 7–9 nel 1997 e 4–12 nel 1998, un record che portò al suo licenziamento dopo quattro stagioni con la squadra. Durante la sua esperienza con i Panthers, Capers terminò con un record complessivo di 31–35 (compresi i playoff) e un titolo di division.

### L'era di George Seifert (1999–2001)
Dopo il licenziamento di Dom Capers, George Seifert fu assunto come secondo capo-allenatore della storia dei Panthers. Nella sua prima stagione, Seifert portò la squadra a vincere quattro gare in più dell'annata precedente, terminando con un bilancio di 8–8. L'anno successivo Seifert terminò con un record di 7–9, prima di guidare i Panthers al peggior record della storia della franchigia.
Nel 2001 i Panthers vinsero la prima gara della stagione 24–13 sui Minnesota Vikings, ma stabilirono l'allora record NFL con 15 sconfitte consecutive, terminando la stagione sull'1-15. Seifert fu licenziato poco dopo il termine della stagione, terminando con un record di 16 vittorie e 32 sconfitte come allenatore di Carolina.

### L'era di John Fox (2002-2010)

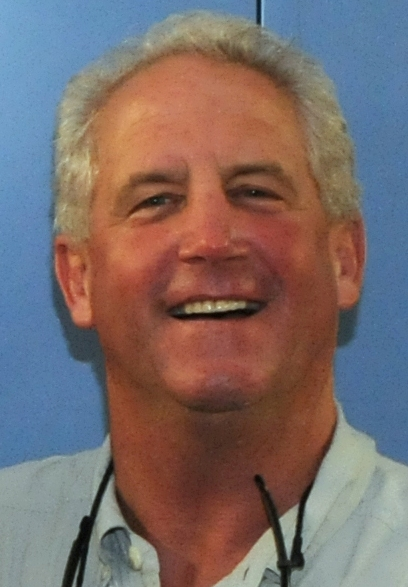
John Fox allenò i Panthers dal 2002 al 2010.

I Panthers assunsero così l'ex coordinatore difensivo dei New York Giants John Fox, che guidò la squadra a un record di 7-9 nel 2002. La difesa dei Panthers si classificò al secondo posto della lega ma la squadra fu rallentata dal secondo peggior attacco della NFL. I Panthers salirono a un record di 11-5 nella stagione 2003, vincendo la NFC South e raggiungendo per la prima volta il Super Bowl, dove furono sconfitti dai New England Patriots 32-29 in una gara che fu ritenuta una delle migliori della storia.
Carolina terminò con un record di 7-9 nel 2004, una stagione in cui persero 14 giocatori a causa degli infortuni. Anche se la squadra partì con un bilancio di 1-7, si rifece vincendo 6 delle ultime sette partite. La squadra mancò tuttavia i playoff a causa della sconfitta nell'ultima gara della stagione in casa dei New Orleans Saints. I Panthers tornarono a un record di 11-5 nel 2005, terminando secondo nella division dietro i Tampa Bay Buccaneers ma riuscirono ad agguantare un posto ai playoff. Nel primo turno la squadra affrontò i New York Giants, battendoli per 23-0 nella prima gara di playoff dal 1980 in cui la squadra in casa non riuscì a segnare alcun punto. Nel turno successivo batterono i Chicago Bears 29-21 ancora una volta in trasferta, ma persero giocatori chiave come il defensive end Julius Peppers e il running back DeShaun Foster per infortuni. La stagione si concluse nella finale della NFC perdendo 34-14 in una gara senza storia in casa dei Seattle Seahawks.
I Panthers iniziarono la stagione 2006 come favoriti per vincere la NFC South, ma finirono con un deludente record di 8-8. La successiva scesero a 7-9 dopo aver perso il quarterback Jake Delhomme all'inizio della stagione per un infortunio al gomito. Nel 2008, i Panthers salirono a un ottimo record di 12-4, vincendo la propria division e assicurandosi la possibilità di qualificarsi direttamente al secondo turno di playoff. Tuttavia, i Panthers furono subito eliminati, perdendo 33-13 contro gli Arizona Cardinals dopo che Delhomme subì ben 6 intercetti. Le difficoltà del quarterback proseguirono anche nella stagione successiva, quando lanciò 18 intercetti, prima di rompersi un dito della mano. I Panthers, che si trovavano su un record di 4-7 al momento dell'infortunio, misero in campo la riserva Matt Moore, che guidò la squadra a un record parziale di 4-1 e a un record di 8-8 finale. Nel 2010, senza Delhomme, i Panthers terminarono col peggior record della lega, 2-14, e col peggior attacco della NFL. John Fox, il cui contratto scadeva alla fine della stagione, non fu confermato, così come il suo staff.

### L'era di Cam Newton (2011-2019)

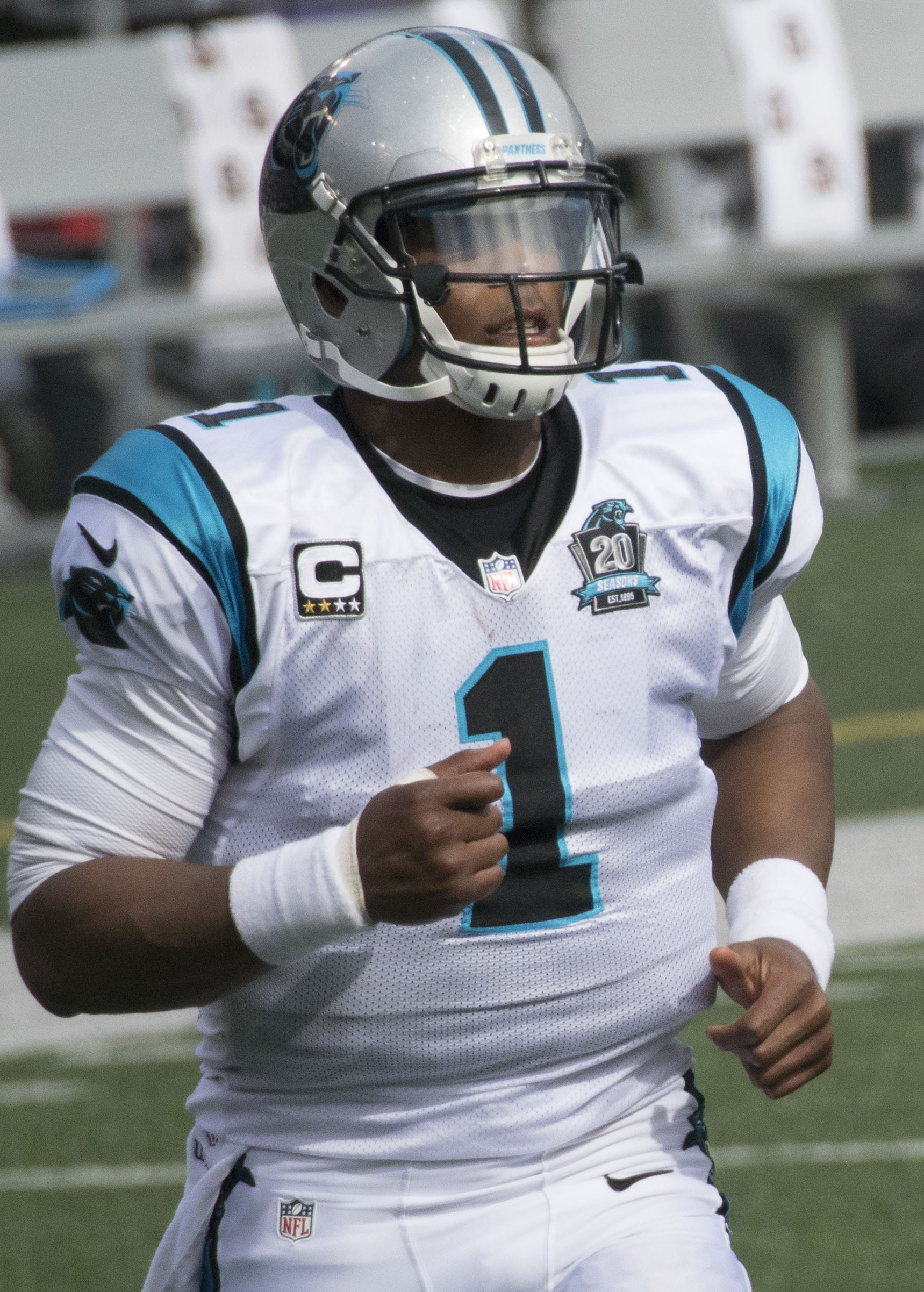
Cam Newton nel 2014

I Panthers assunsero Ron Rivera come nuovo capo allenatore e con la prima scelta assoluta del Draft NFL 2011 selezionarono il quarterback della Auburn University Cam Newton, vincitore dell'Heisman Trophy nel 2010. Nella sua prima stagione, Newton stabilì diversi record incluso il maggior numero di yard passate e corse per un rookie, il record assoluto di touchdown su corsa per un quarterback per una stagione (14) e fu il primo quarterback a passare oltre 4.000 yard e correrne altre 500 in una stagione, vincendo il premio di rookie dell'anno. I Panthers iniziarono la stagione con un record di 2-6 ma terminarono 6-10.
Nel 2012, i Panthers partirono con elevate aspettative, ma ancora una volta nella prima metà della stagione iniziarono con un parziale di 2-6. per questo motivo il general manager Marty Hurney fu licenziato. La squadra si rifece nella seconda parte concludendo con un record 7-9, salvando il lavoro di Rivera.
Nella stagione 2013 terminarono invece col secondo miglior record della NFC (12-4), vincendo il loro terzo titolo di division e qualificandosi direttamente per il secondo turno di playoff, dove furono battuti in casa dai San Francisco 49ers.
La stagione 2014 iniziò bene, con due vittorie, a cui seguì però una lunga sequenza di prestazioni poco brillanti, giungendo a dicembre con tre vittorie, otto sconfitte e un pareggio (evento rarissimo nella NFL, avvenuto contro i Cincinnati Bengals). Vincendo le ultime quattro partite, i Panthers riuscirono comunque ad arrivare primi nella propria divisione e dunque ad accedere ai playoff. Nel turno delle wild-card batterono gli Arizona Cardinals, conseguendo la prima vittoria nei playoff dopo nove anni; furono invece battuti nel turno successivo dai Seattle Seahawks.
Nel 2015 i Panthers sorpresero tutti, inanellando quattordici vittorie e terminando la stagione regolare con 15 vittorie e una sola sconfitta, accedendo così direttamente al secondo turno dei playoff. Dieci giocatori dei Panthers, di cui sei dell'attacco e quattro della difesa, furono selezionati per il Pro Bowl.  Nei playoff, contro i Seattle Seahawks, partirono fortissimo portandosi sul 31-0, poi riuscirono a limitare la rimonta di Seattle chiudendo a 31-24. Nella partita per il titolo della NFC contro gli Arizona Cardinals, partirono nuovamente fortissimo e gestirono ancor meglio la seconda metà della gara, vincendo 49-15. Arrivarono così al Super Bowl, dove furono battuti dai Denver Broncos per 24 a 10.
Attesi a ripetersi nella stagione 2016, i Panthers delusero invece le aspettative. Dopo sei partite si trovarono già con cinque sconfitte; con una difesa meno forte del 2015, e un quarterback, Cam Newton, che patì i numerosi colpi subiti durante le azioni di corsa, i Panthers non riuscirono mai davvero a entrare nella corsa per i playoff, e chiusero la stagione con sei vittorie e dieci sconfitte, ultimi nella loro division.

## Giocatori importanti

### Membri della Pro Football Hall of Fame
Alla classe del 2015, un giocatore e un membro della dirigenza dei Panthers sono stai stati indotto nella Pro Football Hall of Fame.
| Hall of Famer dei Panthers |              |       |
| Anno                       | Giocatore    | Ruolo |
| 2006                       | Reggie White | DE    |
| 2015                       | Bill Polian  | GM    |

### Numeri ritirati
| Numeri ritirati dai Panthers |           |       |
| N.                           | Giocatore | Ruolo |
| 51                           | Sam Mills | LB    |

### Premi individuali
| MVP della NFL |            |       |
| Anno          | Giocatore  | Ruolo |
| 2015          | Cam Newton | QB    |

| Giocatore offensivo dell'anno |            |       |
| Anno                          | Giocatore  | Ruolo |
| 2015                          | Cam Newton | QB    |

| Difensore dell'anno |              |       |
| Anno                | Giocatore    | Ruolo |
| 2013                | Luke Kuechly | LB    |

| Rookie offensivo dell'anno |            |       |
| Anno                       | Giocatore  | Ruolo |
| 2011                       | Cam Newton | QB    |

| Rookie difensivo dell'anno |                |       |
| Anno                       | Giocatore      | Ruolo |
| 2002                       | Julius Peppers | DE    |
| 2012                       | Luke Kuechly   | LB    |

### Record di franchigia
Carriera
| Record in carriera |                  |        |
| Categoria          | Giocatore        | Numero |
| Yard passate       | Cam Newton       | 29.772 |
| TD passati         | Cam Newton       | 182    |
| Yard ricevute      | Steve Smith      | 12.197 |
| TD su ric.         | Steve Smith      | 67     |
| Yard corse         | Jonathan Stewart | 6.868  |
| TD su corsa        | Cam Newton       | 58     |

Stagionali
| Record stagionali |                   |        |      |
| Categoria         | Giocatore         | Numero | Anno |
| Yard passate      | Steve Beuerlein   | 4.436  | 1999 |
| TD passati        | Steve Beuerlein   | 36     | 1999 |
| Yard ricevute     | Steve Smith       | 1.563  | 2005 |
| TD su ric.        | Muhsin Muhammad   | 16     | 2004 |
| Yard corse        | DeAngelo Williams | 1.515  | 2008 |
| TD su corsa       | DeAngelo Williams | 18     | 2008 |

Fonte:

## La squadra
| Roster dei Carolina Panthers |
| --- |
| Quarterback - 14 Andy Dalton - 9 Bryce Young Running Back - 3 Raheem Blackshear - 30 Chuba Hubbard - 6 Miles Sanders Wide Receiver - 5 Diontae Johnson - 17 Xavier Legette - 15 Jonathan Mingo - 83 David Moore - 19 Adam Thielen Tight End - 84 Feleipe Franks - 81 Jordan Matthews - 0 Ja'Tavion Sanders - 85 Messiah Swinson - 82 Tommy Tremble Offensive Linemen - 70 Brady Christensen G - 63 Austin Corbett C - 79 Ikem Ekwonu T - 50 Robert Hunt G - 61 Jarrett Kingston G - 68 Damien Lewis G - 72 Taylor Moton T - 77 Yosh Nijman T - 60 Andrew Raym C - 62 Chandler Zavala G Defensive Linemen - 95 Derrick Brown DE - 78 Jayden Peevy DT - 93 LaBryan Ray DE - 94 A'Shawn Robinson DE - 91 Nick Thurman DT - 99 Shy Tuttle DT Linebacker - 53 Claudin Cherelus ILB - 7 Jadeveon Clowney OLB - 47 Josey Jewell ILB - 52 D.J. Johnson OLB - 46 Eku Leota OLB - 49 Jon Rhattigan ILB - 43 Jamie Sheriff OLB - 54 Shaq Thompson ILB - 56 Trevin Wallace ILB Defensive Back - 27 Shemar Bartholomew CB - 29 Tariq Castro-Fields CB - 20 Jordan Fuller SS - 13 Troy Hill CB - 8 Jaycee Horn CB - 2 Mike Jackson CB - 22 Jammie Robinson FS - 21 Nick Scott SS - 26 Chau Smith-Wade CB - 25 Xavier Woods FS Special Team - 10 Johnny Hekker P - 44 J.J. Jansen LS - 4 Eddy Piñeiro K Lista delle riserve - 38 Amaré Barno OLB (PUP) - 24 Jonathon Brooks RB (NF-Inj.) - 35 Anthony Brown CB (IR) - 96 Jaden Crumedy DE (IR) - 42 Sam Franklin Jr. SS (IR-DRF) - 23 Dane Jackson CB (IR-DRF) - 80 Ian Thomas TE (IR) - 98 D.J. Wonnum OLB (PUP) Squadra di allenamento - 34 Mike Boone RB - 88 Deon Cain WR - 65 Ja'Tyre Carter G - 18 Jalen Coker WR - 55 Kenny Dyson OLB - 48 Thomas Incoom OLB - 41 Tarron Jackson OLB - 28 Dillon Johnson RB - 32 Lonnie Johnson Jr. CB - 86 Praise Olatoke WR - 16 Jack Plummer QB - 36 Demani Richardson SS - 97 T.J. Smith DT - 73 Brandon Walton T - 57 Chandler Wooten ILB Roster aggiornato al 8 settembre 2024 53 attivi, 8 inattivi, 14 nella squadra di allenamento |
| Legenda - I rookie sono in corsivo. - Il primo ruolo è il principale mentre gli eventuali successivi indicano i ruoli secondari. - (IR) sta per Injured Reserve ed indica la lista ristretta per un solo giocatore infortunato che può tornare ad allenarsi dopo la settimana 6 e a rientrare in prima squadra dopo che questa ha giocato 8 partite. - (NF-Inj.) / (NF-Ill.) stanno rispettivamente per Non-Football Injured e Non-Football Illness ed indicano le liste dove viene inserito un giocatore che ha un infortunio o una malattia non dipendente dal football americano. - (PUP) sta per Physically Unable to Perform ed indica la lista dove viene inserito un giocatore mentre è in attesa di recuperare la condizione fisica. Nella stagione regolare dopo la sesta partita giocata dalla propria squadra, il giocatore ha tempo tre settimane per riprendere ad allenarsi, più tre settimane aggiuntive dal suo rientro agli allenamenti per rientrare in prima squadra. |

## Staff

### Allenatori
| Legenda | Legenda                                                         |
| ------- | --------------------------------------------------------------- |
| PA      | Partite allenate                                                |
| V       | Vittorie                                                        |
| S       | Sconfitte                                                       |
| P       | Pareggio                                                        |
| V%      | Percentuale di vittorie                                         |
|         | Ha trascorso l'intera sua carriera da allenatore con i Panthers |
|         | Eletto nella Pro Football Hall of Fame                          |

Note: Statistiche aggiornate a fine stagione 2021.
| Num. | Nome           | Stagione/i | PA                | V                 | S                 | P                 | V%                | PA      | V       | S       | Successi | Note |
| Num. | Nome           | Stagione/i | Stagione regolare | Stagione regolare | Stagione regolare | Stagione regolare | Stagione regolare | Playoff | Playoff | Playoff | Successi | Note |
| ---- | -------------- | ---------- | ----------------- | ----------------- | ----------------- | ----------------- | ----------------- | ------- | ------- | ------- | -------- | ---- |
| 1    | Dom Capers     | 1995–1998  | 64                | 30                | 34                | 0                 | .469              | 2       | 1       | 1       |          |      |
| 2    | George Seifert | 1999–2001  | 48                | 16                | 32                | 0                 | .333              | —       | —       | —       |          |      |
| 3    | John Fox       | 2002–2010  | 144               | 73                | 71                | 0                 | .507              | 8       | 5       | 3       |          |      |
| 4    | Ron Rivera     | 2011–2019  | 140               | 76                | 63                | 1                 | .546              | 7       | 3       | 4       |          |      |
| 5    | Perry Fewell   | 2019       | 4                 | 0                 | 4                 | 0                 | .000              | —       | —       | —       |          |      |
| 6    | Matt Rhule     | 2020–2022  | 38                | 11                | 27                | 0                 | .289              | —       | —       | —       |          |      |
| 7    | Steve Wilks    | 2022       | 0                 | 0                 | 0                 | 0                 | –                 | —       | —       | —       |          |      |

### Staff attuale
| Staff dei Carolina Panthers |
| --- |
| Organi dirigenziali - Proprietario – David Tepper - Presidente – Kristi Coleman - Presidente delle operazioni del football/general manager – Dan Morgan - Vice presidente esecutivo delle operazioni del football – Brandt Tilis - Direttore del personale dei giocatori – Vacante - Direttore degli osservatori del college – Jared Kirksey - Assistente direttore degli osservatori del college – Dave Whittington - Vice presidente dello sviluppo/amministrazione del football – Brian Decker Capo allenatore - Dave Canales - Assistente capo-allenatore/coordinatore gioco sulle corse – Harold Goodwin Altri allenatori - Preparatore atletico – Jeremy Scott - Assistente p.a. – Thomas Barbeau - Human performance assistant – Timothy Rabas Allenatori dell'attacco - Coordinatore offensivo – Brad Idzik - Quarterback – Will Harriger - Assistente quarterback/specialista gioco sui passaggi – Mike Bercovici - Running back – Bernie Parmalee - Wide receiver – Rob Moore - Tight end – Pat McPherson - Offensive line – Joe Gilbert - Assistente attacco – Keyshawn Colmon - Controllo qualità attacco – Dean Petzing Allenatori della difesa - Coordinatore difensivo – Ejiro Evero - Coordinatore gioco sui passaggi difensivo – Jonathan Cooley - Defensive line – Todd Wash - Linebacker – Peter Hansen - Outside linebacker – A.C. Carter - Assistente linebacker – Mayur Chaudhari - Secondaria – Renaldo Hill - Assistente difesa senior – Dom Capers - Assistente difesa – Kevin Peterson Allenatori dello special team - Coordinatore special team – Tracy Smith - Assistente special team – Daren Bates |